# Mitsuaki Kojima
Mitsuaki Kojima (født 14. juli 1968) er en tidligere japansk fodboldspiller.
Han har spillet for flere forskellige klubber i sin karriere, herunder Fujitsu, Sanfrecce Hiroshima og Avispa Fukuoka.